# Jacob Artist
Jacob Artist (født 17. oktober 1992) er en amerikansk skuespiller, sanger og danser. Han sluttede sig til rollebesætningen i tv-serien Glee i fjerde sæson som Jake Puckerman, halvbror til Noah "Puck" Puckerman. 

## Tidlige liv
Jacob er søn af Darrell og Judith Artist, og blev født i Williamsville, New York. Hans far er afrikansk-amerikaner, hans mor er af polsk afstamning. Han har en lillesøster.
Han voksede op med dans, og i slutningen af gymnasiet, blev han optaget på Juilliard til dans. Men han valgte at forfølge sin skuespillerkarriere.

## Filmografi
| År        | Titel                      | Rolle            |
| --------- | -------------------------- | ---------------- |
| 2012–2015 | Glee                       | Jake Puckerman   |
| 2012      | How to Rock                | Dean Hollis      |
| 2012      | Melissa and Joey           | Cameron          |
| 2012      | Blue Lagoon: The Awakening | Stephen Sullivan |
| 2013      | After the Dark             | Parker           |
| 2013      | White Bird in a Blizzard   |                  |